# مقبرة شلقا
مقبرة شلقا هي مقبرة عامة و أرض دفن تاريخية تقع في حي الديرة (الرياض)، المملكة العربية السعودية. كانت واحدة من المقبرتين الرئيسيتين اللتين استخدمهما سكان المدينة القديمة المسورة، حيث كانت الأخرى هي مقبرة المريقب. وكانت المقبرة تقع خارج الأسوار المدينة من جهة الشمال الشرقي. وتعد المقبرة مكاناً لمثوى جثمان الامام تركي بن عبدالله ، قائد الدولة السعودية الثانية من عام 1824 إلى عام 1834.

## تاريخ المقبرة
ثمة مثل يتردد بين اهالي الرياض قديما وهو من راح شلقا ما ينقلى لا يعلم احد معناه الحقيقي هل من مات لن يعود ؟ ام ان هناك امر اخر مختلف. و شلقا في الأصل نخل ومزرعة (آل خالد)، وتعتبر شلقا جزء من النسيج العمراني الحضري لمدينة مقرن في حي الظهيرة الشهير. وخلف النخل مقبرة شلقا (قديما كانت مقبرة شلقا تقع خارج السور الشمالي لمدينة الرياض التاريخية,(أما اليوم فتقع شلقا داخل حي الديرة، في مركز وسط مدينة الرياض القديمة، شمال قصر المصمك في حي الظهيرة الشهير).